# Пробуждение (Урицкий район)
Пробуждение — посёлок в Урицком районе Орловской области России.
Входит в состав Котовского сельского поселения.

## География
Расположен по обеим берегам реки Орлица, западнее административного центра поселения — посёлка Заречный, граничит с деревнями Ванино и Титово-Матыка. Просёлочная дорога соединяет Пробуждени с автотрассой Р-120.
В посёлке имеется одна улица — Пробуждение.

## Население
| 2010 |
| ---- |
| 15   |